# Georgskopf
Der Georgskopf ist ein 3090 m ü. A. hoher Berggipfel der Schobergruppe in Kärnten (Bezirk Spittal an der Drau). Er wurde erstmals am 31. Juli 1890 von Ludwig Purtscheller bestiegen.

## Lage
Der Georgskopf liegt im Osten der Schobergruppe in der Kernzone des Nationalparks Hohe Tauern an der Gemeindegrenze zwischen Großkirchheim im Nordwesten und Mörtschach im Südosten. Der Gipfel liegt zwischen dem Petzeck (3283 m) im Südwesten und dem Großen Friedrichskopf (3134 m) im Nordosten. Vom Petzeck wird der Georgskopf durch die Georgsscharte (2886 m) getrennt, den Übergang zum Friedrichskopf markiert die Friedrichsscharte (2764 m). Der Georgskopf besteht aus dem Hauptgipfel und dem vorgelagerten Westgipfel. Sein langer Nordostgrat fällt ins Tal des Gradenbach ab, südlich liegt das Pritischkar und das Pritischkees mit mehreren kleinen Bergseen, die den Pritischbach speisen.

## Aufstiegsmöglichkeiten
Der Normalweg auf den Georgskopf nimmt seinen Ausgang an der Wangenitzseehütte. Von ihr aus folgt man dem Weg talwärts bis zur Schaflerhütte und steigt danach nordwärts über steile Bergmatten bis zur Oberen Prititschscharte auf. Danach folgt der Abstieg ins Prititschkar und der Aufstieg in die Georgsscharte. Der lange Schlussanstieg über den Südwestgrat erfordert Klettererfahrung (III).
Für die Besteigung des Georgskopfs bestehen verschiedene weitere Varianten. Die Route über den Südostgrat wird auf Grund des brüchigen Fels kaum begangen (III). Die südliche Trennschlucht zwischen West- und Hauptgipfel weist ausgehend vom Prititschkar Steinschlaggefährdung auf, zudem erschwert Grundeis die Kletterei (III). Noch schwerer gestalten sich die Routen über den Nordostgrat (IV+) und den Nordwestgrat (IV-).